# Tupanci do Sul
Tupanci do Sul är en kommun i Brasilien.   Den ligger i delstaten Rio Grande do Sul, i den södra delen av landet, 1 400 km söder om huvudstaden Brasília. Antalet invånare är 1 574.
I omgivningarna runt Tupanci do Sul växer huvudsakligen savannskog. Runt Tupanci do Sul är det mycket glesbefolkat, med 3 invånare per kvadratkilometer.